# Аракида Моритакэ
Аракида Моритакэ (яп. 荒木田 守武, 1473 — 30 августа 1549) — японский поэт,  один из великих мастеров рэнга.
Творчество Моритакэ оказало большое влияние на поэзию хайкай.
Моритакэ был священнослужителем во внутреннем храме Исэ.
Пример поэзии Моритакэ:
Что это? Цветик опавший
Снова на ветку летит?
Нет. Это бабочка.
перевод К. Д. Бальмонта